# Вернер Херцог
Вернер Херцог (5. септембар 1942), немачки је  филмски режисер и сценариста. Херцог се сматра фигуром новог немачког биоскопа. У његовим филмовима често се налазе амбициозни протагонисти с немогућим сновима, људи с јединственим талентима у опскурним пољима или појединци који су у сукобу с природом.
Француски филмски стваралац Франсоа Трифо једном је Херцога назвао „најважнијим живим филмским режисером“. Амерички филмски критичар Роџер Еберт рекао је да Херцог „никада није створио ниједан филм који је компромитован, срамотан, снимљен из прагматичних разлога или незанимљив. Чак су и његови неуспеси спектакуларни.“ Часопис Тајм га је 2009. именовао једним од 100 најутицајнијих људи.

## Детињство
Херцог је рођен као Вернер Стипетић у Минхену, од Елизабете Стипетић, Аустријанке хрватског порекла, и Дитриха Херцога, који је био Немац. Када је Херцог имао две недеље, његова мајка се склонила у забачено баварско село Сахранг, након што је кућа до њихове куће уништена током савезничког бомбардирања у Другом светском рату. У Сахрангу, Херцог је одрастао без текуће воде, тоалета и телефона. Никада није видео филмове, а није ни знао за постојање биоскопа све док путујући пројекциониста није дошао у једнособну школску кућу у Сахрангу. Када је Херцог имао 12 година, он и његова породица преселили су се у Минхен. Његов отац је напустио породицу у раној младости. Касније је усвојио очево презиме Херцог (на немачком „војвода“), за које је сматрао да звучи импресивније за режисера.
Исте године, Херцогу је речено да пева испред свог одељења у школи, а он је одлучно одбио и скоро избачен. До своје осамнаесте године, Херцог није слушао музику, није певао песме и није свирао инструменте. Касније је рекао да би лако дао десет година свог живота да  може да свира виолончело. У раној младости је доживео драматичну фазу у којој је прешао у католичанство, која је трајала само неколико година. Почео је да креће на дуга путовања, на нека од њих и пешице. Отприлике у то време знао је да ће бити филмски стваралац и научио је основе са неколико страница у енциклопедији која му је пружала „све што ми је требало да започнем“ као филмски стваралац - и то, и камеру од 35 мм коју је украо из Минхенске филмске школе. У коментару за jедан магазин, он каже, "Не сматрам то крађом. Била је то само потреба. Имао сам некакво природно право на камеру, алат са којим могу радити".
Током Херцегових последњих година средње школе, ниједна производна компанија није била вољна да преузме његове пројекте, па је радио у ноћној смени као заваривач у челичани да би зарадио средства за своје прве игране функције. По завршетку средње школе заинтригирао га је Конго након стицања независности, али је стигао само до југа Судана пре него што се озбиљно разболео. Док је снимао филмове, кратко је боравио на минхенском универзитету, где је студирао историју и књижевност.
Купио је кућу у Уједињеном Краљевству, где је научио енглески језик. Затим се преселио у Питсбург, Пенсилванију.
Свој први кратки филм "Херкул" снимио је 1962. У школи је нагласак био на латинском и грчком, језицима које и даље чита.
Док је боравио у Перуу, требало је да лети летом ЛАНСА 508, међутим, у последњим минутима су променили његову резервацију. У авион је касније ударио гром и авион се распао. Погинули су сви путници, осим Џулијан Копке, која је преживела након слободног пада авиона. Дуго прогоњен догађајем, скоро 30 година касније, снимио је документарни филм Wings of Hope (1998) који је истраживао причу једине преживеле.

## Рана каријера
Херцог је, заједно са Рајнером Вернером Фасбиндером и Волкером Шлондорфом, предводио почетак западнонемачког биоскопског покрета. Западнонемачки биоскопски покрет састојао се од документараца који су снимали филмове са ниским буџетима и били под утицајем француског Новог таласа биоскопа. Осим што користи професионалне глумце - немачке, америчке и друге - Херцог је познат и по томе што користи људе из места у којем снима. Нарочито у својим документарним филмовима, користи локално становништво да би искористио оно што он назива „екстатичном истином“ (за разлику од дословне или чињеничне истине). Користи снимке не-глумаца који играју улоге и који су они сами.
Његови филмови су освојили много награда на различитим филмским фестивалима широм света. Цезар награду (Aguirre, the Wrath of God), Еми (Little Dieter Needs to Fly), Европску филмску награду (My Best Fiend) Венецијански филмски фестивал (Scream of Stone и The Wild Blue Yonder). 1987, Херцог и његов полубрат Луки Стипетић освојили су Баварску филмску награду за најбољу режију за филм Cobra Verde. Године 2002. освојио је Dragon of Dragons Honorary Award на Краковском филмском фестивалу у Пољској.

## Каснија каријера
Херцог је почаствован на 49. међународном филмском фестивалу у Сан Франциску, добивши 2006. награду за режију Филмског друштва. На Међународном филмском фестивалу у Сан Франциску приказана су четири његова филма:  Wodaabe – Herdsmen of the Sun 1990. године, Bells from the Deep 1993. године, Lessons of Darkness 1993. године и  The Wild Blue Yonder 2006. године. Ебертфест у Шампању у држави Илиноис донео му је награду Златни палац и угравирани глокеншпил који му је доделио млади филмски аутор инспирисан његовим филмовима. Grizzly Man у режији Херцога освојио је награду Алфред П. Слоан на филмском фестивалу у Санденсу 2005. године. Када га је ББЦ интервјуисао на улици у склопу промоције филма, човек из ваздушне пушке га је погодио у стомак.Encounters at the End of the World освојио је награду за најбољи документарац на Међународном филмском фестивалу у Единбургу 2008. године и номинован је за Оскара за најбољи документарни играни филм; прва Херцогова номинација. 
2006. Херцог је упуцан у стомак док давао је интервју Марку Кермодеу из Би-Би-Си-ја. Херцог је наставио интервју без тражења медицинске помоћи. Касније се испоставило да је стрелац ментално болесни навијач са ваздушном пушком. Поводом инцидента, Херцог је касније рекао, "Чини ми се да привлачим клинички луде." Два дана касније, Херцог је помогао глумцу Хоакину Финиксу да изађе из аутомобила након аутомобилске несреће.
Херцог је 2009. године постао једини филмски стваралац у новијој историји који је исте године пријавио два филма на такмичењу на Филмском фестивалу у Венецији. Херцогов The Bad Lieutenant: Port of Call New Orleans ушао је у званични распоред такмичења фестивала, а The Bad Lieutenant: Port of Call New Orleans  је на такмичење ушао као „филм изненађења“. Херцог је такође пружио нацију за кратки филм Plastic Bag  режисера Рамина Бахранија, који је био уводни филм у делу фестивала Корто Кортисимо.
Незадовољан начином којим се воде филмске школе, Херцог је 2009. основао сопствену Rogue Film School. За студенте, Херцог је рекао, "Више волим људе који су радили као избацивачи у секс клубу или су били чувари у лудници. Морате живети живот у његовим основним облицима. Костариканци имају веома лепу реч за то: чист живот. Не значи само чистоћу живота, већ сирови, голи квалитет живота. И то је оно што младе људе чини више филмским ствараоцима него академиком."

## Филмска теорија
Херцогови филмови су добили значајна признања, критике и постигли су популарни. Такође су били предмет полемике у вези са њиховим темама и порукама, посебно околностима око њиховог стварања. Значајан пример је Fitzcarraldo, у ком је редитељ одражавао опсесивност централног лика током снимања филма. Burden of Dreams, документарни филм снимљен током снимања Fitzcarraldo-а, истражио је Херцогове напоре да филм направи у суровим условима. Херцогови дневници током стварања Fitzcarraldo-а објављени су као  Conquest of the Useless: Reflections from the Making of Fitzcarraldo. Марк Харис из  The New York Times-a написао је у својој рецензији: „Филм и његова израда су бајке оштре тежње, истраживања мутне границе између сањања и губитка ума.“
Поносан је што се никада није директно водио сценаријом и често је импровизовао. Ову технику објашњава у коментарском прилогу Aguirre, the Wrath of God.

## Лични живот
Херцог се женио три пута и има троје деце. Године 1967. оженио се са Мартје Грохман са којом је добио сина Рудолфа Амоса Ахмеда, рођеног 1973. Развели су се 1985. 1980. Херцоговој ћерки Хани Матес (фотографки и уметници) родила се сапутница Ева Матес. 1987. оженио се са Кристин Маријом Ебенбергер, а њихов син Симон Херцог рођен је 1989. Развели су се 1997. Херцог се преселио у Сједињене Државе 1996. године и оженио се фотографкињом Леном Херцог, 1999.
Херцог је атеиста. Поред матерњег немачког, говори енглески, шпански, француски и грчки.

## Филмографија
Између 1962. и 2019. Херцог је режирао двадесет играних играних филмова, седам играних краткометражних и тридесет један документарни играни филм, као и осам документарних краткометражних филмова и епизода две телевизијске серије. Такође је био сценариста или косценариста за све своје филмове, а појавио се и као глумац у двадесет шест филмских или телевизијских продукција. Такође је био продуцент филма A Gray State  (2017).

### Оперски радови
- Doktor Faust (1986, Teatro Comunale di Bologna)
- Lohengrin (1987, Bayreuth Festival)
- Giovanna d'Arco (1989, Teatro Comunale di Bologna)
- La donna del lago (1992, Teatro alla Scala, Milan)
- The Flying Dutchman (1993, Opéra Bastille)
- Il Guarany (1993, Theater Bonn)
- Norma (1994, Verona Arena)
- Il Guarany (1996, Washington National Opera)
- Chūshingura (1997, Tokyo Opera)
- Tannhäuser (1997, 1998 Teatro de la Maestranza; Teatro di San Carlo; Teatro Massimo)
- The Magic Flute (1999, Teatro Massimo Bellini, Catania)
- Fidelio (1999, Teatro alla Scala)
- Tannhäuser (Wagner) (2000)
- Giovanna d'Arco (2001, Teatro Carlo Felice, Genoa)
- Tannhäuser (2001, Teatro Municipal; Houston Grand Opera)
- Die Zauberflöte (2001, Baltimore Opera)
- The Flying Dutchman (2002, DomStufen Festspiele Erfurt)
- Parsifal (2008, Palau de les Arts, Valencia)

### Позориште
- Floresta Amazonica (A Midsummer Night's Dream) (1992, Teatro João Caetano)
- Varété (1993, Hebbel Theatre, Berlin)
- Specialitaeten (1993, Etablissement Ronacher)

### Концерти
- The Killers: Unstaged (2012, Paradise Theater, New York City)

### Дугометражни филмови
- Signs of Life (1968)
- Even Dwarfs Started Small (1970)
- Fata Morgana (1972)
- Агире, гнев Божји (1972)
- Енигма Каспара Хаузера (1974)
- Heart of Glass (1976)
- Stroszek (1977)
- Носферату: Фантом ноћи (1979)
- Woyzeck (1979)
- Fitzcarraldo (1982)
- Where the Green Ants Dream (1984)
- Cobra Verde (1987)
- Scream of Stone (1991)
- Invincible (2001)
- The Wild Blue Yonder (2005)
- Rescue Dawn (2007)
- The Bad Lieutenant: Port of Call New Orleans (2009)
- My Son, My Son, What Have Ye Done? (2009)
- Краљица пустиње (2015)
- Salt and Fire (2016)
- Family Romance, LLC (2019)

### Документарни филмови
- The Flying Doctors of East Africa (1969)
- Handicapped Future (1971)
- Land of Silence and Darkness (1971)
- The Great Ecstasy of Woodcarver Steiner (1974)
- How Much Wood Would a Woodchuck Chuck (1976)
- Huie's Sermon (1981)
- God's Angry Man (1981)
- Ballad of the Little Soldier (1984)
- The Dark Glow of the Mountains (1984)
- Herdsmen of the Sun (1989)
- Echoes From a Somber Empire (1990)
- Jag Mandir (1991)
- Lessons of Darkness (1992)
- Bells from the Deep (1993)
- The Transformation of the World into Music (1994)
- Gesualdo: Death for Five Voices (1995)
- Little Dieter Needs to Fly (1997)
- My Best Fiend (1999)
- Wings of Hope (2000)
- Wheel of Time (2003)
- The White Diamond (2004)
- Grizzly Man (2005)
- Encounters at the End of the World (2007)
- Cave of Forgotten Dreams (2010)
- Happy People: A Year in the Taiga (2010)
- Into the Abyss (2011)
- Lo and Behold, Reveries of the Connected World (2016)
- Into the Inferno (2016)
- Meeting Gorbachev (2018)
- Nomad: In the Footsteps of Bruce Chatwin (2019)[29]
- Fireball: Visitors from Darker Worlds (2020)